# Gerard Cox (album)
Gerard Cox is het debuutalbum van Gerard Cox. Hij had daarvoor al enkele singles en ep's uitgegeven, maar tot een elpee kwam het niet. Cox zong op dit album nieuwe liedjes, maar haalde ook wat oude liedjes uit de kast.

## Muziek
| Nr. | Titel                                             | Duur |
| --- | ------------------------------------------------- | ---- |
| 1.  | Meisje in de stad                                 |      |
| 2.  | Mijn vriendin ging er vandoor                     |      |
| 3.  | Hand in hand                                      |      |
| 4.  | Glazen kom                                        |      |
| 5.  | Liefde zonder vrees                               |      |
| 6.  | Het moet gezegd                                   |      |
| 7.  | En steeds weer (B-kant van De pil )               |      |
| 8.  | Rotterdam Zuid                                    |      |
| 9.  | De heup van m’n gitaar                            |      |
| 10. | La belle Américaine (B-kant van God is niet dood) |      |
| 11. | Het hoeft allemaal niet zo erg (van Rompelmoes)   |      |